# Fallis
Fallis – miasto w Stanach Zjednoczonych, w stanie Oklahoma, w hrabstwie Lincoln.